# Національний банк Швейцарії
Націона́льний банк Швейца́рії — центральний банк Швейцарії. Назва банку офіційними мовами Швейцарії: нім. Schweizerische Nationalbank, фр. Banque Nationale Suisse, італ. Banca Nazionale Svizzera, ромш. Banca Naziunala Svizra. Згідно з Федеральним законом про Національний банк Швейцарії, центральний банк Швейцарії є акціонерним товариством з особливим статусом.
Банк має дві штаб-квартири: одна розташована в Берні, інша — в Цюриху; філія банку розташована в Женеві, представництва — в Базелі, Лозанні, Луґано, Люцерні та Санкт-Галлені. Національний банк Швейцарії випускає банкноти швейцарських франків (монети випускає Монетний двір Швейцарії).

## Історія

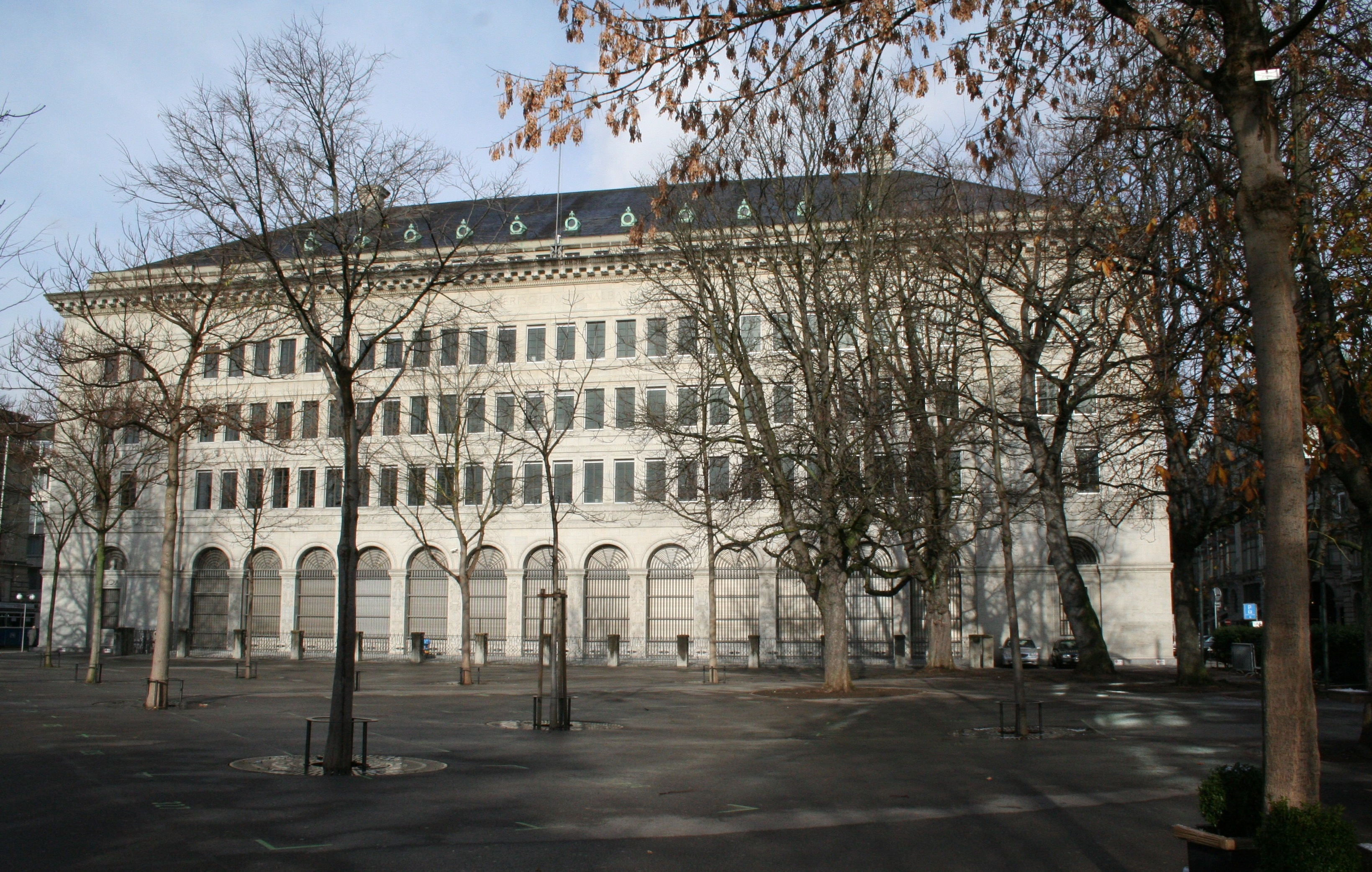
Штаб-квартира в Цюриху

20 березня 1903 національний радник Шеррер-Фуллер запропонував законопроєкт про створення центрального банку. 6 жовтня 1905 був прийнятий Федеральний закон про Національний банк Швейцарії. 20 червня 1907 року Національний банк Швейцарії почав свою роботу в Базелі, Берні, Женеві, Санкт-Галлені та Цюриху. Згодом в інших містах Швейцарії були відкриті відділення банку. 1907 року центральний банк Швейцарії почав випуск банкнот швейцарських франків.

## Діяльність
Діяльність банку визначена статтею 99 Федеральної конституції Швейцарії:
1. Грошова та валютна справа перебуває у віданні Конфедерації; їй одній належить право випуску монет та банкнот;
2. Національний банк Швейцарії, як незалежний центральний банк, проводить  грошову та валютну політику, яка служить спільному інтересу країни; Конфедерація бере участь в управлінні банком і наглядає за ним;
3. Національний банк Швейцарії утворює зі своїх доходів достатні валютні резерви; частина цих резервів зберігається в золоті;
4. Не менше, ніж дві третини чистого прибутку Національного банку Швейцарії надходить кантонам[2].

Докладніше діяльність банку описує Федеральний закон про Національний банк Швейцарії.
Основними завданнями Національного банку Швейцарії є: 
1. Національний банк повинен проводити кредитно-грошову політику, що служить інтересам країни в цілому. Він повинен забезпечувати стабільність цін. При цьому він повинен враховувати розвиток економіки;
2. В рамках цієї діяльності банк повинен виконувати такі завдання: 
А. Забезпечувати ліквідність швейцарського франка на грошовому ринку.
Б. Забезпечувати випуск та розподіл грошових коштів.
В. Сприяти та забезпечувати функціонування безготівкових платіжних систем.
Г. Управляти валютними резервами.
Д. Сприяти забезпеченню стабільності фінансової системи.
3. Він повинен брати участь у міжнародному валютно-фінансовому співробітництві. Для цього банк повинен працювати спільно з Федеральною радою відповідно до федерального законодавства.
4. Банк повинен надавати банківські послуги Конфедерації. При цьому діяти від імені компетентних федеральних властей[1].

## Золото-валютні резерви
На кінець 2009 валютні резерви склали 140 млрд швейцарських франків, що на 61 млрд більше, ніж у 2008. Збільшення переважно пов'язане з придбанням іноземної валюти в розмірі 45 млрд швейцарських франків. 2009 року 18 % резервів зберігаються в золоті, а 46 % — у валюті. На кінець серпня 2014 валютні резерви становили 453,86 млрд швейцарських франків (495,77 млрд американських доларів).

## Керівництво
Органами управління банку є банківська рада та рада керівників. Банківська рада здійснює нагляд та контроль за діяльністю Національного банку Швейцарії. Строк повноважень членів ради становить чотири роки, а повний термін не може перевищувати дванадцяти років. Банківська рада складається з 11 членів, 6 з яких, включаючи президента та віце-президента, призначає Федеральна рада Швейцарії, 5 призначають збори акціонерів.
Рада керівників складається з трьох членів, яких призначає Федеральна рада: 
- Томас Джордан, голова;
- Жан-П'єр Дантіні, віце-голова;
- Фрітц Цурбрюгг, член ради[5].

Кожний член ради керує одним з трьох департаментів банку: 
- департамент I складається з семи відділів: відділу з економічних питань, відділу з питань міжнародного валютного співробітництва, відділу з правових та майнових питань, генерального секретаріату, відділу внутрішніх аудиторів, відділу дотримання правових норм, стабілізаційного фонду;
- департамент II складається з трьох відділів: відділу з питань фінансів та ризиків, відділу з питань фінансової стабільності, відділу з питань грошового регулювання;
- департамент III складається з трьох відділів: відділу з фінансових ринків, відділу з банківських операцій, відділу інформаційних технологій.